# Omin
Omin – osada w Polsce położona w województwie warmińsko-mazurskim, w powiecie ostródzkim, w gminie Grunwald.
W latach 1975–1998 miejscowość należała administracyjnie do województwa olsztyńskiego.